# Alcaraz Sur
Alcaraz Sur é uma junta de governo da Entre Ríos, na Argentina.